# Jean Van Den Bosch
Jean Van Den Bosch (5 août 1898, Bruxelles – 1er juillet 1981, Sint-Jans-Molenbeek) est un coureur cycliste belge. Il a remporté la médaille d'argent de la course sur route par équipe amateur et une médaille de bronze en poursuite par équipe hommes aux jeux olympiques d'été de 1924 à Paris,,